# Power forward (hokej na ledu)
Power forward je hokejski igralski položaj. 
Za power forwarda se obravnava igralec, ki poseduje nadpovprečne napadalne sposobnosti in igra trdo, fizično močno igro. Power forwardi so večinoma visoki, a kljub temu obstajajo igralci, ki jih obravnavajo kot power forwarde, čeprav niso večji od 180 cm. Power forwardi naj bi bili spretni pri igri s palico in pri drsanju. Poleg tega naj bi bili sposobni plošček nevarno ustreliti in obenem zmožni izvesti udarne body checke. Občasno se vpletajo v pretepe. Mnogi power forwardi se postavijo pred nasprotnega vratarja in uporabijo svoja plečata telesa za oviro, preko katere vratar ne vidi, kaj se dogaja. Pogosto vratarja na ta način zmedejo, da njihovo moštvo zadene iz položaja, ki sicer ne bi bil tako nevaren. Power forwardi slovijo po tem, da jim je težko odvzeti plošček.
Power forwardi so zelo zaželeni zaradi njihovih vsestranskih hokejskih sposobnosti in fizične igre. Manjše, tudi spretne, napadalce, ki so napadalno nadarjeni, a jim manjka fizične moči, nasprotna obramba lažje odbije, ker jih je mogoče poriniti, izbiti s ploščka in hitreje podležejo zastraševanju. Power forwardi običajno nimajo katere od teh pomanjkljivosti, zato pa so manjši napadalci hitrejši in bolj spretni od velikih power forwardov. 

## Trenutni power forwardi v ligi NHL
- Brendan Shanahan, New Jersey Devils
- Jarome Iginla, Calgary Flames
- Shane Doan, Phoenix Coyotes
- Corey Perry, Anaheim Ducks
- Brenden Morrow, Dallas Stars
- Keith Tkachuk, St. Louis Blues
- Bill Guerin, Pittsburgh Penguins
- Todd Bertuzzi, Calgary Flames
- Ryan Malone, Tampa Bay Lightning
- Mats Sundin, Vancouver Canucks
- Ryan Getzlaf, Anaheim Ducks
- Nik Antropov, New York Rangers
- Dustin Brown, Los Angeles Kings
- Nathan Horton, Florida Panthers
- Tomas Holmström, Detroit Red Wings
- Mike Knuble, Philadelphia Flyers
- Scott Hartnell, Philadelphia Flyers
- Joe Thornton, San Jose Sharks
- Ryane Clowe, San Jose Sharks
- Erik Cole, Carolina Hurricanes
- Johan Franzen, Detroit Red Wings
- Jamie Langenbrunner, New Jersey Devils
- Bobby Ryan, Anaheim Ducks
- Milan Lucic, Boston Bruins

## Slavni power forwardi
- Maurice Richard, Montreal Canadiens, prvi hokejist, ki je zadel 50 golov v eni sezoni, znan po divjem pretepanju, ko je bil izzvan.
- Gordie Howe, Detroit Red Wings, sprejet v Hokejski hram slavnih lige NHL. Poleg svoje učinkovitosti je bil znan po izrazu »Gordie Howe hat trick«, ki zaznamuje, da je igralec na eni tekmi zadel, podal in se stepel.
- Mark Messier, slaven zaradi svojih iger za Edmonton Oilerse in New York Rangerse, sprejet v Hokejski hram slavnih lige NHL
- Cam Neely, Boston Bruins, sprejet v Hokejski hram slavnih lige NHL
- Eric Lindros, slaven zaradi svojih iger za Philadelphia Flyerse, dobitnik nagrade Hart Trophy leta 1995
- Clark Gillies, 4-kratni zmagovalec Stanleyjevega pokala, sprejet v Hokejski hram slavnih lige NHL
- Kevin Stevens, slaven zaradi svojih iger za Pittsburgh Penguinse, zmagovalec Stanleyjevega pokala
- Wendel Clark, Toronto Maple Leafs
- Rick Tocchet, Philadelphia Flyers
- John LeClair, slaven zaradi svojih iger za Philadelphia Flyerse, član t. i. Legije pogubljenja
- Dale Hunter, Washington Capitals, razvpit zaradi izredno fizične igre